# 1942-es magyar úszóbajnokság
Az 1942-es magyar úszóbajnokságot több helyszínen, augusztusban, a két vegyes úszószámot december 8-án rendezték meg.

## Eredmények

### Férfiak
| Versenyszám                               | Arany                                          | Arany   | Ezüst                                         | Ezüst   | Bronz                                     | Bronz   |
| ----------------------------------------- | ---------------------------------------------- | ------- | --------------------------------------------- | ------- | ----------------------------------------- | ------- |
| 100 m gyorsúszás Döntő: augusztus 16.     | Tátos Nándor Ferencvárosi TC                   | 1:00,4  | Csik Ferenc BEAC                              | 1:00,6  | Eleméri Rezső Magyar AC                   | 1:01,2  |
| 200 m gyorsúszás Döntő: augusztus 15.     | Tátos Nándor Ferencvárosi TC                   | 2:17,4  | Eleméri Rezső Magyar AC                       | 2:19,2  | Végházi Richárd BBTE                      | 2:21,6  |
| 400 m gyorsúszás Döntő: augusztus 16.     | Tátos Nándor Ferencvárosi TC                   | 4:56,4  | Vörös Ferenc Magyar UE                        | 5:07,7  | Végházi Richárd BBTE                      | 5:07,8  |
| 800 m gyorsúszás Döntő: augusztus 1.      | Tátos Nándor Ferencvárosi TC                   | 10:17,4 | Végházi Richárd BBTE                          | 10:59,0 | Vörös Ferenc Magyar UE                    | 10:59,8 |
| 1500 m gyorsúszás Döntő: augusztus 23.    | Tátos Nándor Ferencvárosi TC                   | 20:11,2 | Vörös Ferenc Magyar UE                        | 20:22,8 | Végházi Richárd BBTE                      | 21:32,0 |
| 100 m hátúszás Döntő: augusztus 16.       | Kovács Dezső BEAC                              | 1:14,3  | Galambos Tibor Újpesti TE                     | 1:14,4  | Barbácsy Endre Magyar AC                  | 1:15,2  |
| 200 m hátúszás Döntő: augusztus 15.       | Galambos Tibor Újpesti TE                      | 2:41,8  | Barbácsy Endre Magyar AC                      | 2:47,7  | Kovács Dezső BEAC                         | 2:50,0  |
| 100 m mellúszás Döntő: augusztus 15.      | Szegedi Sándor Budapest SE                     | 1:13,4  | Németh Sándor BBTE                            | 1:16,2  | Bodony József Marosvásárhelyi SE          | 1:17,4  |
| 200 m mellúszás Döntő: augusztus 16.      | Szegedi Sándor Budapest SE                     | 2:47,8  | Németh Sándor BBTE                            | 2:52,8  | Hámori György MAFC                        | 3:00,6  |
| 300 m vegyesúszás Döntő: december 8.      | Végházi Richárd BBTE                           | 4:12,2  | Hámori Béla Marosvásárhelyi SE                | 4:14,8  | Vörös Ferenc Magyar UE                    | 4:18,5  |
| 4 × 100 m gyorsváltó Döntő: augusztus 15. | Magyar AC Tuskó Dienes Csuvik Eleméri Rezső    | 4:13,1  | Újpesti TE Szathmáry Zólyomi Gróf Püllök Jenő | 4:13,4  | BEAC Acsay Szabó Kovács Dezső Csik Ferenc | 4:19,4  |
| 4 × 200 m gyorsváltó Döntő: augusztus 16. | Újpesti TE Galambos Gróf Püllök Jenő Szathmáry | 9:44,0  | Magyar AC Tuskó Csuvik Dienes Eleméri Rezső   | 9:49,3  | Magyar AC B Sárdy Ragó Bujtás Polgár      | 10:44,0 |
| vegyes váltó Döntő: augusztus 18          | Magyar AC Barbácsy Endre Fábián Eleméri Rezső  | 5:13,0  | BEAC Csik Ferenc Kovács Dezső Acsay           | 5:17,0  | Újpesti TE Galambos Tibor Siklósi Zólyomi | 5:20,0  |

### Nők
| Versenyszám                                | Arany                                              | Arany  | Ezüst                                                   | Ezüst  | Bronz                                      | Bronz  |
| ------------------------------------------ | -------------------------------------------------- | ------ | ------------------------------------------------------- | ------ | ------------------------------------------ | ------ |
| 100 m gyorsúszás Döntő: augusztus 1.       | Novák Ilona Magyar UE                              | 1:13,3 | Albach Edit BSE                                         | 1:14,0 | Tiszolczy Magda Palicsi SC                 | 1:17,8 |
| 200 m gyorsúszás Döntő: augusztus 15.      | Novák Ilona Magyar UE                              | 2:42,0 | Albach Edit BSE                                         | 2:46,2 | Gerle Mária Gamma                          | 3:12,8 |
| 400 m gyorsúszás Döntő: augusztus 16.      | Albach Edit BSE                                    | 5:46,5 | Novák Ilona Magyar UE                                   | 5:52,2 | Molnár Magda Magyar UE                     | 6:31,2 |
| 100 m hátúszás Döntő: augusztus 16.        | Novák Ilona Magyar UE                              | 1:21,8 | Albach Edit BSE                                         | 1:28,0 | Lovász Gitta Ferencvárosi TC               | 1:29,2 |
| 200 m mellúszás Döntő: augusztus 1.        | Killermann Klára Tatabányai Bányász SC             | 3:25,8 | Somhegyi Zsuzsanna Gamma                                | 3:26,0 | Novák Éva Magyar UE                        | 3:26,8 |
| 200 m vegyesúszás Döntő: december 8.       | Novák Ilona Magyar UE                              | 2:58,5 | Albach Edit BSE                                         | 3:11,0 | Gerle Mária Gamma                          | 3:13,0 |
| 4 × 100 m gyors váltó Döntő: augusztus 15. | Magyar UE Dénes Molnár Magda Mihályiné Novák Ilona | 5:32,6 | Ferencvárosi TC Lovász II. Farkas Lovász I. Zságot Irén | 5:43,8 | Magyar UE B Tuscher Török Iványi Novák Éva | 7:06,8 |